# Mylau
Mylau település Németországban, azon belül Szászország tartományban. 

## Népesség
A település népességének változása: